# Bösel
Bösel is een gemeente in de Duitse deelstaat Nedersaksen. De gemeente maakt deel uit van het Landkreis Cloppenburg.
Bösel telt 8.384 inwoners.

## Geschiedenis
Het dorp werd in het jaar 1080 voor het eerst genoemd in een oorkonde van de bisschop van Osnabrück als Borsla, wat "bos op een heuvel" betekent. De naam veranderde via Borsele en Boesell tot de huidige naam. De gemeente deelde tot en met de 18e eeuw met name de politieke lotgevallen van het Prinsbisdom Münster.
De plaats lag vroeger in een gebied met veel hoogveen, waarvan tegenwoordig grote stukken zijn ontgonnen; het uitgestrekte veengebied Vehnemoor ligt voor een klein deel in de gemeente. De meeste bij Bösel behorende dorpen zijn veenkolonies, ontstaan in de periode 1874-1956.  Bösel kwam in de Hitler-tijd in 1936 in het nieuws door protesten tegen het hervormen van het basisonderwijs van christelijke naar nationaalsocialistische scholen. In de laatste oorlogsdagen (15 en 16 april 1945) werd het dorp na tamelijk heftige strijd door Canadese troepen veroverd. Na de oorlog leefden in de gemeente veel vluchtelingen en Heimatvertriebene in plaggenhutten en andere zeer armelijke behuizingen, in grote armoede en ellende. Dit probleem werd verholpen door de bouw van nieuwe wijken, met name te Petersdorf. In 1948 werd Bösel een zelfstandige gemeente. 

## Bezienswaardigheden
In het grotendeels katholieke dorp was in 1835 de nieuwe, aan Sint Cecilia gewijde,  katholieke kerk klaar, die een middeleeuwse kapel op dezelfde locatie verving. Deze kerk bezit een altaarstuk, Christus als Verlosser met het kruis, een schilderij dat sedert het in 2015 door deskundigen is onderzocht, wordt toegeschreven aan de omgeving van Peter Paul Rubens. Het kunstwerk is daarop naar een speciale vitrine in de kerk overgebracht. Deze kerk werd in 1923 uitgebreid en neobarok versierd.

## Plaatsen in de gemeente
Naast het dorp Bösel bestaat de gemeente uit nog 8 andere dorpen (Ortsteile):
- Edewechterdamm (voor een klein gedeelte)
- Glaßdorf
- Hülsberg
- Osterloh
- Ostland
- Overlahe
- Petersdorf
- Westerloh

## Euro Musiktage
Jaarlijks organiseert de EURO Bösel e.V. de Euro Musiktage. Dit festival wordt vanaf 1961 georganiseerd in een weekeinde in het begin van september en heeft deelnemende gezelschappen vanuit geheel Europa, waaronder Nederland. Op de zondag is er een optocht van de muziekgezelschappen door het dorp. Er doen orkesten, bigbands, showbands, brassbands, drumbands, tamboerkorpsen en majorettes aan het festival mee. Onderdeel van het festival is een concours, waarbij er tijdens de prijsuitreiking op zondagavond duizenden euro’s aan prijzengeld te verdelen is. 

## Afbeeldingen

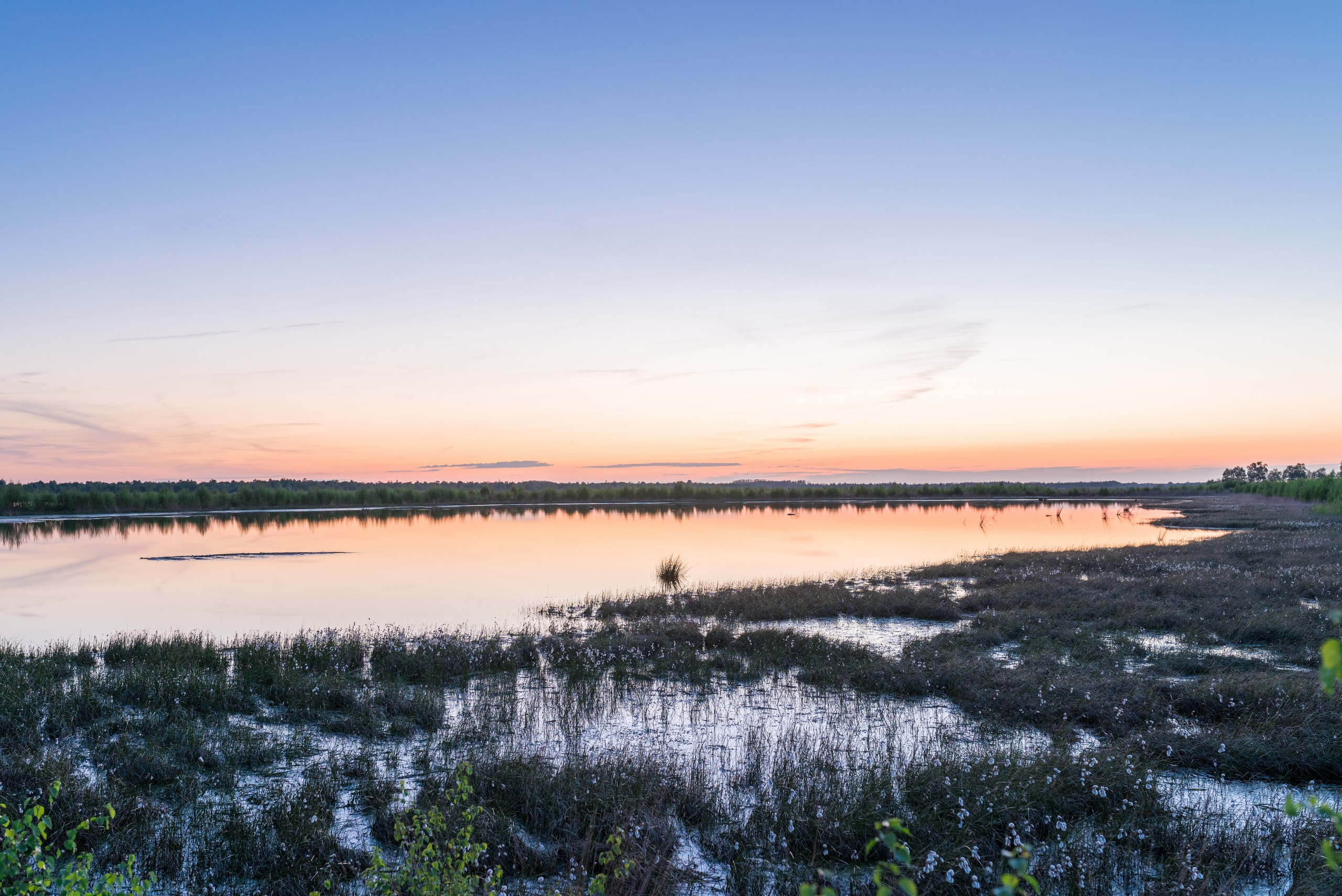
Het uitgestrekte veengebied Vehnemoor
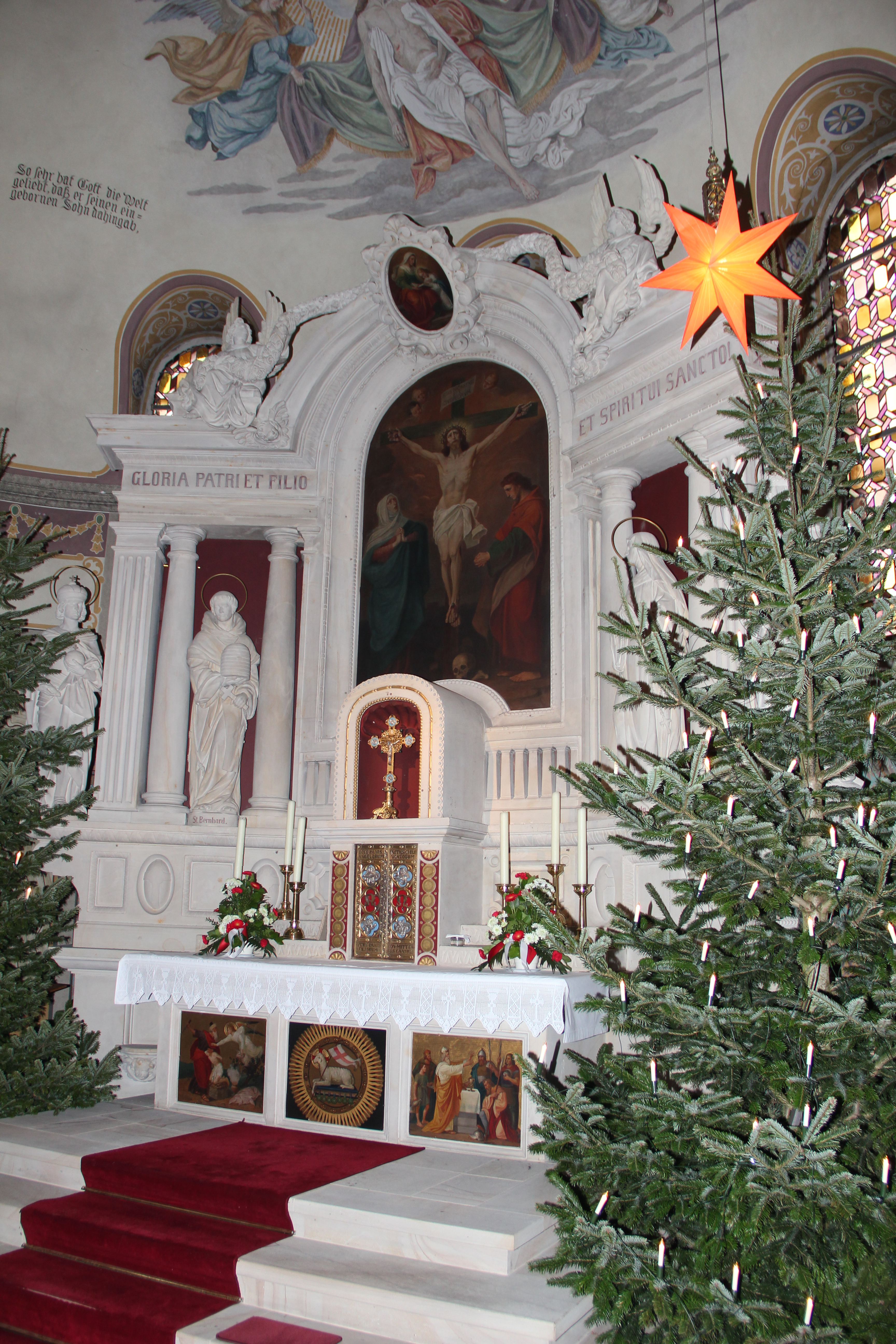
Altaar in de St. Ceciliakerk te Bösel
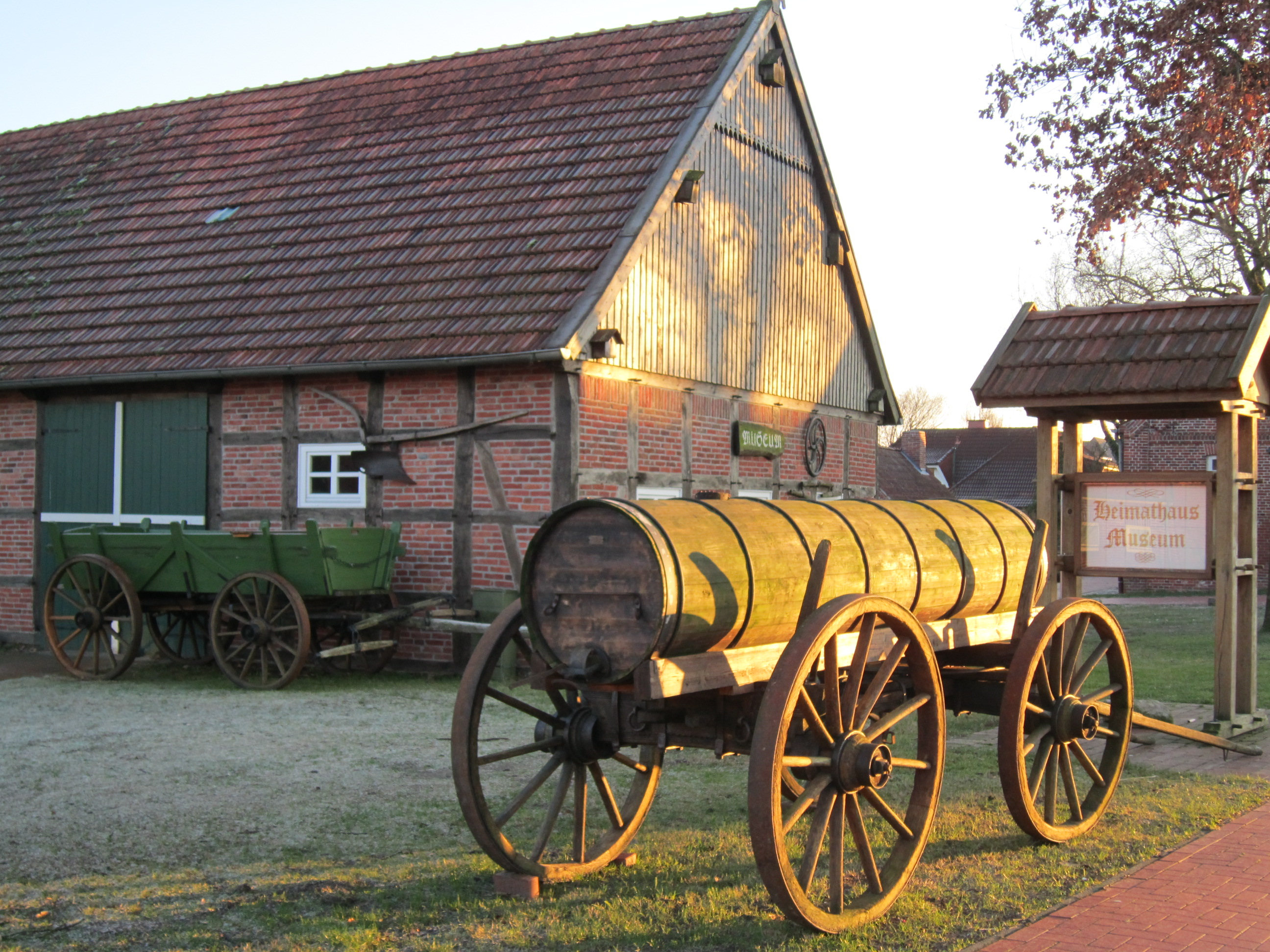
Streekmuseum Am Pallert, Bösel

## Partnergemeente
Er bestaat sinds 1990 een jumelage met Dippoldiswalde in de Landkreis Sächsische Schweiz-Osterzgebirge in de Duitse deelstaat Saksen.
- Gemeinsame Normdatei: 4658794-9
- Virtual International Authority File: 245844934

Barßel · Bösel · Cappeln · Cloppenburg · Emstek · Essen · Friesoythe · Garrel · Lastrup · Lindern · Löningen · Molbergen · Saterland